# NGC 1624
NGC 1624 ist ein offener Sternhaufen  vom Trumpler-Typ I2pn mit einem eingebetteten Emissionsnebel im Sternbild Perseus, der eine scheinbare Helligkeit von +11,8 mag hat. Das Objekt wurde am 28. Dezember 1790 von William Herschel entdeckt.